# Frankford, Delaware
Frankford är en ort i Sussex County i delstaten Delaware, USA.